# Santino Rice
Santino Quinto Rice, född 20 augusti 1974, är en amerikansk modedesigner och tv-personlighet. Han är mest känd för Project Runway, RuPauls dragrace, och On The Road With Austin and Santino.

## Karriär
Under 2005 deltog Rice som en av de tävlande i den andra säsongen av dokusåpan Project Runway. Han vann två utmaningar, hamnade i toppen två gånger och hamnade i botten fyra gånger. Han slutade på tredje plats efter Chloe Dao och Daniel Vosovic.
Rice blev känd för sin personlighet under Project Runway, och han nämndes ofta som "skurken" i showen. Han var också känd för sin humor, inklusive hans imitationer av Tim Gunn. 
Efter Project Runway var Rice en av domarna i Miss Universum 2006 Pageant. Han blev också tillfrågad av SuChin Pak att designa hennes klänning för MTV Movie Awards 2006. Följande år gjorde Rice ett gästspel i det sjätte avsnittet av America's Most Smartest Model, där han lärde de tävlande om modedesign. 2008 skapade han en ny cigarettpaket-design för Camel.
Sedan 2009 har Rice varit medlem i juryn i programmet RuPaul's Drag Race, en tävling för drag queens. Under 2010 hade On The Road With Austin and Santino premiär. I programmet besöker Rice och deltagaren i Project Runway säsong 1 Austin Scarlett amerikanska småstäder och designar kläder för olika kvinnor. Rice har också spelat en mindre roll som en hemlös man i thrillern LA Zombie, som hade premiär under 2010. 
Rice bor och arbetar i Hollywood.